# 5711 Eneev
5711 Eneev è un asteroide della fascia principale del diametro medio di circa 38,81 km. Scoperto nel 1978, presenta un'orbita caratterizzata da un semiasse maggiore pari a 3,9454841 UA e da un'eccentricità di 0,1652695, inclinata di 6,37023° rispetto all'eclittica.